# أنطونيو كارفاليو (لاعب كرة قدم)
أنطونيو كارفاليو (10 ديسمبر 1960 - 18 نوفمبر 2023)، هو لاعب كرة قدم برتغالي في مركز الوسط. شارك مع منتخب البرتغال لكرة القدم. أما مع النوادي، فقد لعب مع فيتوريا دي غيماريش ونادي باسوش دي فيريرا وسالجويروس ‏ وسانجوانينسي ‏.

## وصلات خارجية
- أنطونيو كارفاليو على موقع قاعدة بيانات كرة القدم.إي يو (الإنجليزية)
- أنطونيو كارفاليو على موقع ناشيونال فوتبول تيمز (الإنجليزية)
- أنطونيو كارفاليو على موقع عالم كرة القدم.نت (الإنجليزية)